# Cristina Noemi Mair
Cristina Noemi Mair (* 15. Dezember 1986) ist eine ehemalige argentinische Biathletin.

## Karriere
Cristina Mair startete im August 2010 bei den Biathlon-Südamerikameisterschaften in Portillo und Bariloche. Bei der Meisterschaft, die als Rennserie ausgetragen wurde, wurde Mair in Portillo Siebte des Einzels, Sechste im Sprintrennen und Fünfte im Massenstart. Beim Sprintrennen in Bariloche kam sie hinter Silvia Herrera und Mirlene Picin auf Rang drei. In der Gesamtwertung, in die nur drei Rennen eingingen, belegte sie den fünften Platz. Weitere Auftritte im Biathlonsport blieben seither aus.